# Portage Lake (Alaska)
Der Portage Lake ist ein See glazialen Ursprungs in Alaska 70 km östlich von Anchorage.
Der 5,3 km² große See befindet sich auf einer Höhe von 36 m am Ansatz der Kenai-Halbinsel. Er trennt die nördlich gelegenen Chugach Mountains von den südlich und östlich des Sees gelegenen Kenai Mountains. Die Längsausdehnung in Südost-Nordwest-Richtung beträgt 5 km, die Breite 1,3 km. Am Südostufer des Sees endet der Portage-Gletscher. Die Gletscher Burns und Byron speisen ebenfalls den See. Am Nordufer mündet der Placer Creek in den Portage Lake. Der Portage Creek entwässert den See nach Westen zum Turnagain Arm. 
Die Portage Glacier Road zweigt vom Seward Highway nach Osten ab und führt am Portage Lake vorbei nach Whittier. Der See gehört zum Chugach National Forest. Am nordwestlichen Seeufer befindet sich der Begich Boggs Visitor Center, der einen Ausblick über den See bietet. 
Aufgrund des Rückzugs des Portage-Gletschers wächst die Wasserfläche des Portage Lake beständig.